# Гуџарати (језик)
Гуџарати језик (ગુજરાતી, gujarātī, језик Гуџарата) припада групи индоаријевској грани индоевропских језика. Услед географске близине муслиманских и персијских области, гуџарати језик је примио велики број арапских и персијских термина. Један број речи је дошао из језика европских колонизатора, португалског и енглеског.
У Индији је то један од 22 званична језика Уније. Такође је службени језик у држави Гуџарат, као и службени језик на територији уније Дадра и Нагар Хавели и Даман и Диу. Од 2011. године, гуџаратски је 6. најраширенији језик у Индији по броју изворних говорника, који говори 55,5 милиона говорника, што износи око 4,5% укупне индијске популације. То је 26. најраспрострањенији језик у свету по броју изворних говорника према подацима из 2007. године.
Изван Гуџарата, гуџаратски говоре мигранти у многим другим деловима Јужне Азије, посебно у Мумбају и Пакистану (углавном у Карачију). Гуџаратска дијаспора такође широко говори овај језик у многим земљама ван Јужне Азије. У Северној Америци, гуџаратски је један од најбрже растућих и најраспрострањенијих индијских језика у Сједињеним Државама и Канади. У Европи, гуџаратски говорници чине другу по величини говорну заједницу Британске јужне Азије, и гуџарати је четврти језик који се најчешће говори у главном граду Велике Британије, Лондону. Гуџарати се такође говори у југоисточној Африци, посебно у Кенији, Танзанији, Уганди, Замбији и Јужној Африци. На другим местима, гуџаратски језик се у мањој мери говори у Хонгконгу, Сингапуру, Аустралији и блискоисточним земљама као што су Бахреин и Уједињени Арапски Емирати.

## Распрострањеност
Гуџаратијем, као матерњим језиком, говори најмање 45 милиона људи (2002), највише у индијској држави Гуџарат, територији Даман и Дију, граду Бомбај, док су остали у Пакистану (100.000), Танзанији (250.000), Уганди (150.000), Саудијској Арабији, УАЕ, Уједињеном Краљевству, САД итд. Гуџарати је један од 23 званична језика Индије. Гуџарати је био матерњи језик Махатме Гандија.
Многи говорници гуџаратија у Пакистану прелазе на урду. Међутим, лидери гуџаратских заједница у Пакистану тврде да у Карачију има 3 милиона говорника гуџаратија.. Другде у Пакистану, гуџарати се такође говори у Доњем Панџабу. Пакистански гуџарати је вероватно дијалект гамадија.
Махатма Ганди је користио гуџарати као медиј књижевног изражавања. Он је помогао је да се инспирише обнова његове литературе, и 1936. је увео тренутну конвенцију о правопису на 12. састанку Гуџаратског књижевног друштва.
Део становника Маурицијуса и многи становници острва Реинион су гуџаратског порекла, и неки од њих још увек говоре гуџарати.
Неки гуџуратџки родитељи у дијаспори нису задовољни могућношћу да њихова деца неће течно говорити језик. У једној студији, 80% малајалских родитеља сматрало је да би „деци било боље са енглеским језиком“, у поређењу са 36% родитеља с канада пореклом и само 19% гуџаратских родитеља.
Осим што га говори Гуџаратски народ, многи негуџаратски становници Гуџарата такође се служе њиме, међу њима су Кучи (као књижевни језик), Парси (усвојен као матерњи језик) и хинду Синди избеглице из Пакистана.

### Службени статус
Гуџарати је један од двадесет два званична језика и четрнаест регионалних језика Индије, и један од језика мањина у суседном Пакистану. Званично је признат у држави Гуџарат и на територији уније Дадра и Нагар Хавели и Даман и Диу.
Гуџарати је признат и учи се као мањински језик у државама Раџастан, Мадја Прадеш, Махараштра и Тамил Наду и на синдикалној територији Делхија.

## Писмо
За писање језика гуџарати користи се посебно писмо, у основи слично деванагари писму, али без линије на врху која повезује слова.